# Église Saint-Thomas de Tolède
L'église Saint-Thomas (espagnol : iglesia de Santo Tomé) est une église de style mudéjar située à Tolède, capitale de la province espagnole du même nom et de la communauté autonome de Castille-La Manche.
L'église héberge l'un des tableaux les plus célèbres du peintre Le Greco, L'Enterrement du comte d'Orgaz, qui fut exécuté vers 1586. Ce tableau relate une vieille légende tolédane, le miracle de l'apparition de Saint Augustin et de Saint Etienne venus enterrer eux-mêmes le Comte d'Orgaz.
Tout le talent du Greco s'exprime dans les contrastes qui font ressortir les visages et les mains, d'une expressivité remarquable, et dans l'impression de recueillement des personnages. Le tableau, qui mesure près de 5 mètres de haut, se compose de 3 niveaux : en bas, la mise au tombeau du Comte, dont la position évoque une "Descente de Croix" ; en haut, son âme, symbolisée par son corps nu, qui se prosterne devant la Vierge pour demander son salut ; au centre, les amis du défunt, auquel le Greco a prêté les traits de ses proches. Le peintre apparaît parmi eux (au-dessus de la main gauche du diacre vêtu de blanc), tandis que l'on retrouve son fils dans le personnage du page.

## Localisation
L’église Saint-Thomas se situe dans la partie sud-ouest de la vieille ville de Tolède. Sa façade se dresse sur la plaza del Conde tandis que son clocher mudéjar orne la rue Saint-Thomas.
Elle présente une orientation peu conventionnelle, du nord-est au sud-ouest.

## Historique
Saint-Thomas de Tolède est une église construite au XIIe siècle en recourant à la main-d'œuvre des mudéjars, musulmans d’Al-Andalus devenus sujets du royaume chrétien de Castille durant la Reconquista.

## Architecture

### Le clocher mudéjar
Saint-Thomas présente un beau clocher mudéjar, très semblable à celui de l'église Saint-Romain de Tolède.
Les niveaux inférieurs du clocher sont édifiés en moellons, avec des chaînages d'angle réalisés paradoxalement en briques. Dépourvus d'ornementation, ils contrastent avec les niveaux supérieurs réalisés en briques et dotés d'une riche décoration de style mudéjar.
L'avant-dernier étage, séparé de la base de la tour par un cordon de pierre, est percé sur chaque face de deux baies à arc outrepassé s'inscrivant sous un 
arc polylobé.
Le dernier niveau du clocher présente deux registres ornés respectivement de petites galeries d'arcades polylobées aveugles soutenues par des colonnettes vertes et jaunes et de triplets constitués chacun d'une baie polylobée et de deux baies outrepassées.
La tour, dont tous les niveaux sont percés de trous de boulin transformés en trous d'aération, se termine par une corniche soutenue par de beaux modillons géométriques.
L'église abrite un orgue contemporain, de style ibérique, construit en 2003 par le Facteur d'Orgue Gerhard Albert C. de Graaf. Cet instrument, qui se trouve en tribune, comporte 27 jeux répartis sur 2 claviers et un pédalier.